# Krim-Tataren
De Krim-Tataren (Krim-Tataars: къырымтатарлар, qırımtatarlar/къырымлар, qırımlılar) zijn een Turkse etnische groep. Zij spreken Krim-Tataars, een taal die tot de Turkse talen behoort, en zijn grotendeels soennitische moslims.
De Krim-Tataren moeten duidelijk worden onderscheiden van de Wolga-Tataren in het Wolga-Oeral-gebied: in het Russische Rijk werd de benaming "Tataren" gebruikt als algemene aanduiding voor Turkstalige islamitische volkeren. Krim-Tataren en Wolga-Tataren zijn verschillende volkeren, wier onderlinge verwantschap niet groter is dan met andere Turkse volkeren zoals Turken of Kazachen.
In mei 1944 waren de Krim-Tataren het slachtoffer van een massa-deportatie naar Oezbekistan, op bevel van NKVD-chef Beria, in het kader van de gedwongen volksverhuizingen in de Sovjet-Unie onder Stalin. Hierbij zouden tienduizenden, mogelijk 100.000 slachtoffers zijn gevallen. De deportatie was het thema van Jamala’s protestlied “1944”, winnaar van het Eurovisiesongfestival 2016. 

## Aantallen
Behalve op de Krim, waar zij in 2001 12,1 procent van de bevolking vormden, zijn er grote gemeenschappen Krim-Tataren in Turkije, Roemenië, Bulgarije, Oezbekistan, West-Europa en Noord-Amerika. Kleinere gemeenschappen van Krim-Tataren wonen in Finland, Litouwen, Rusland, Wit-Rusland en Polen.
Er wonen meer dan 250.000 Krim-Tataren op de Krim en ongeveer 150.000 zijn nog in ballingschap in Centraal-Azië (hoofdzakelijk in Oezbekistan). In Turkije wonen ongeveer 5 miljoen mensen van Krim-Tataarse oorsprong. Ze zijn nakomelingen van de emigranten in de 19e en de vroege 20e eeuw.
Ook in de Dobroedzja, een streek aan de Roemeens-Bulgaarse Zwarte Zeekust, woont een Krim-Tataarse minderheid: De volkstellingen van 2002 respectievelijk 2001 leverden 23.409 Tataren in het Roemeense deel en 4515 in het Bulgaarse deel op. De overgrote meerderheid van deze Tataren zijn Krim-Tataren.
In Rusland werden 4.131 Krim-Tataren geregistreerd bij de volkstelling van 2002. Het merendeel hiervan (2.609) woonde toen in de kraj Krasnodar.

Verspreiding van de Krim-Tataren over de jaren heen
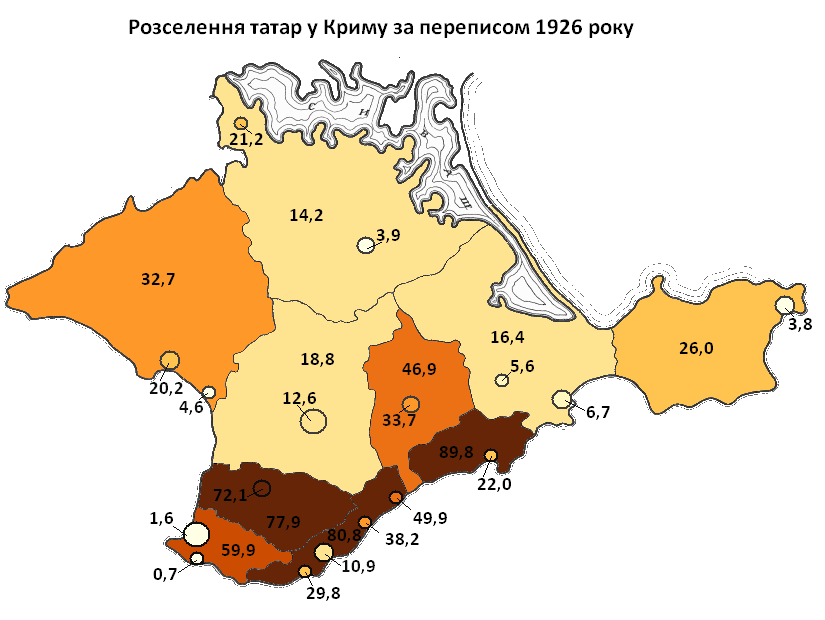
Percentage Krim-Tataren op de Krim (1926)
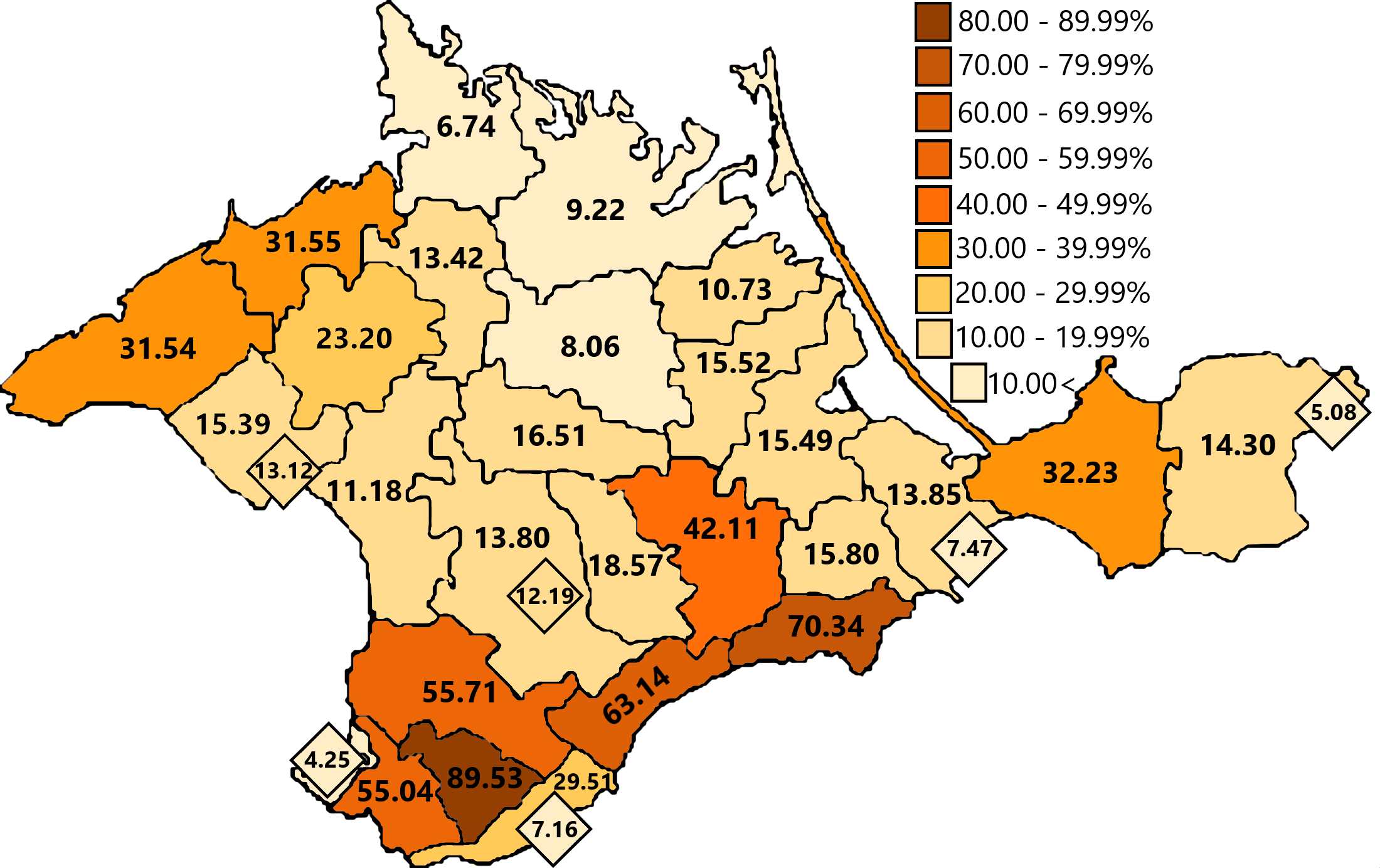
Percentage Krim-Tataren op de Krim (1939)
Percentage Krim-Tataren op de Krim (2001)
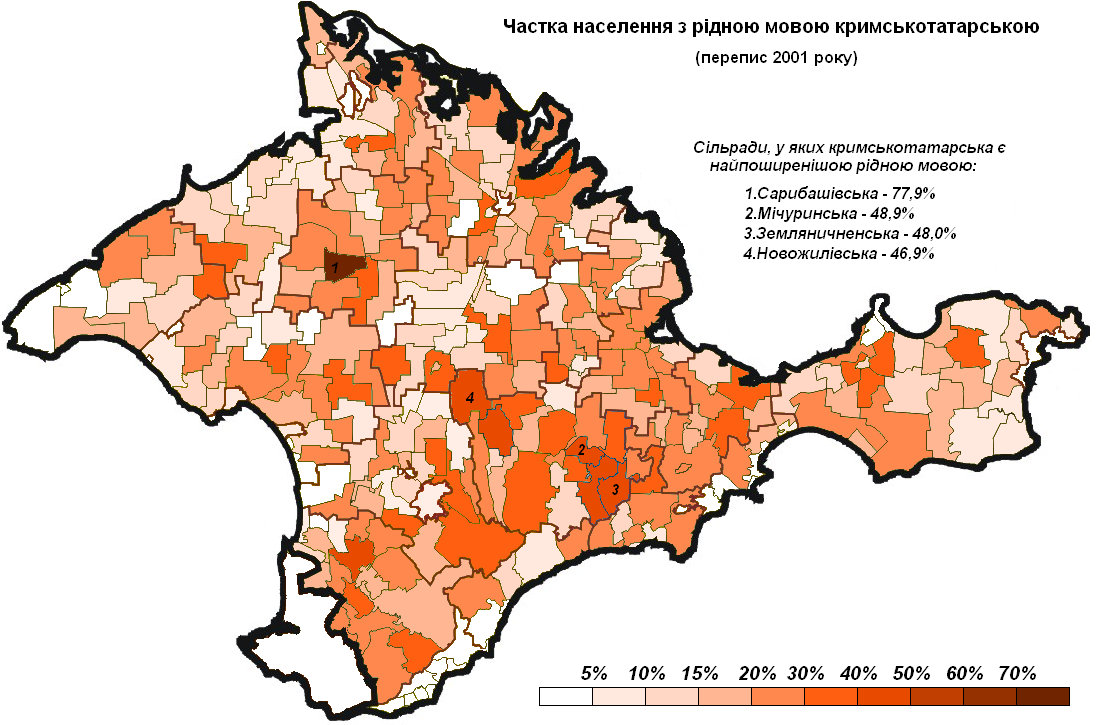
Sprekers van het Krim-Tataars op de Krim (2001)